# پروژکتور آموزشی

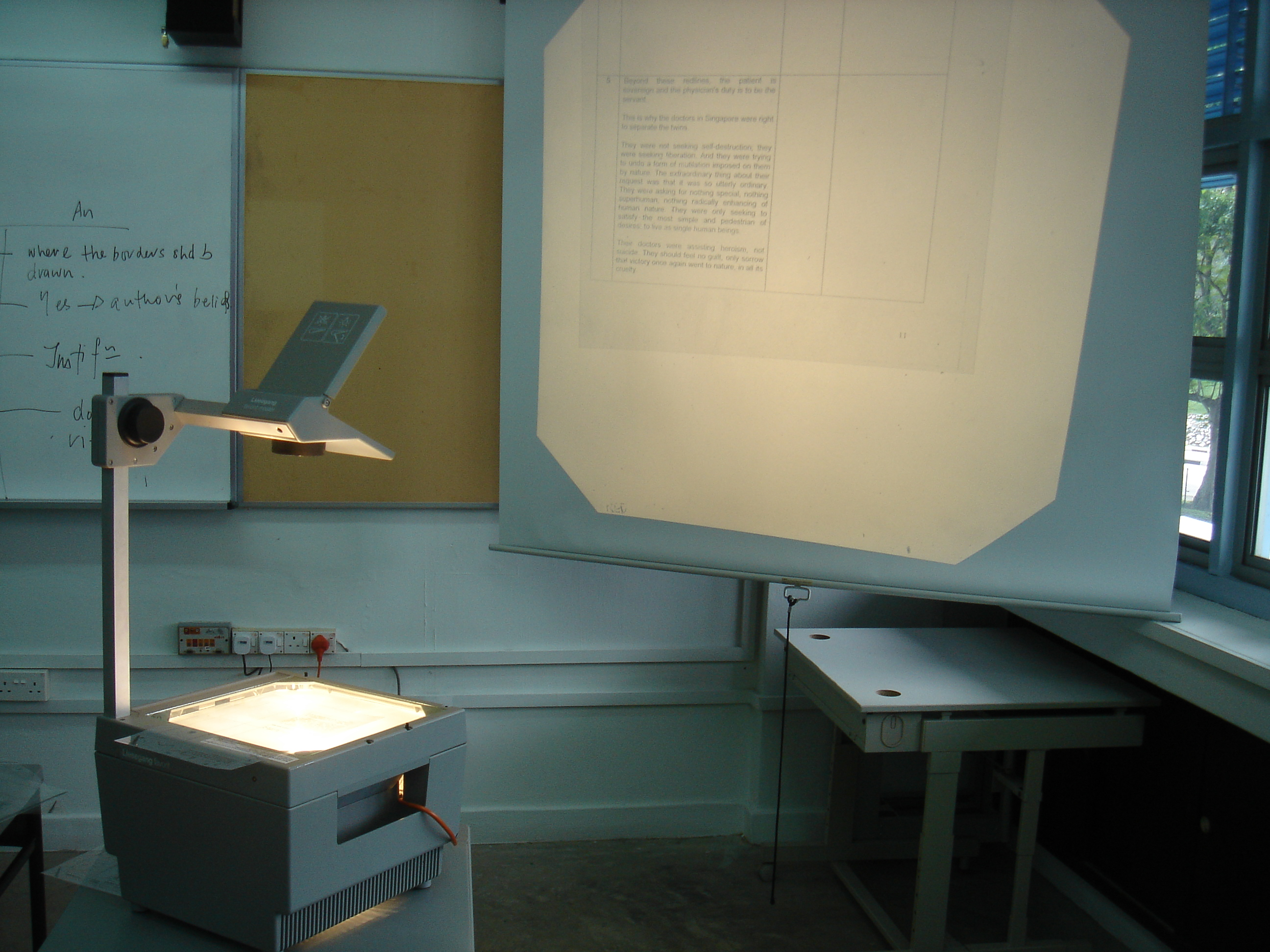
پروژکتور آموزشی در یک کلاس درس.

بالاتاب یا پروژکتور آموزشی یا اُوِرهِد (به انگلیسی: Overhead projector) دستگاهی است که تصاویر و نوشته‌هایی که بر روی صفحه‌ای از طلق شفاف چاپ شده را بر روی پرده‌ای عمودی به نمایش درمی‌آورد.
آموزگار یا ارائه‌دهنده گزارش می‌تواند حین نمایش این صفحات بر روی پرده، با ماژیکی مخصوص توضیحات اضافی دیگری را نیز بر روی صفحات طلقی بنویسد تا حاضران آن‌ها را بر روی پرده ببینند.

## ساختار
این دستگاه از جعبه‌ای بزرگ تشکیل شده که لامپی بسیار قوی و پنکه‌ای برای خنک کردن لامپ در آن قرار گرفته است. بر روی جعبه یک عدسی فرنل بزرگ قرار گرفته که پرتوهای نور را هم‌راستا می‌کند. بالای جعبه، بر روی یک بازوی بلند، آیینه و عدسی‌ای قرار دارد که نور را کانونی کرده و مسیر آن را رو به جلو تغییر می‌دهند.
صفحات طلقی شفاف را برای نمایش متن روی آن بر روی عدسی قرار می‌دهند.